# Trichaeta molanna
Trichaeta molanna är en fjärilsart som beskrevs av Hans Daniel Johan Wallengren 1857. Trichaeta molanna ingår i släktet Trichaeta och familjen björnspinnare. Inga underarter finns listade i Catalogue of Life.